# Academia de Fotbal Gheorghe Hagi
Academia de Fotbal Gheorghe Hagi este o școală de fotbal din orașul Ovidiu, județul Constanța, care are ca obiectiv descoperirea și pregătirea tinerelor talente pentru fotbalul de performanță. Până în 2021, a aparținut clubului FC Viitorul Constanța, iar din luna iunie a acelui an, a trecut în custodia clubului FCV Farul Constanța.

## Echipe
Academia are în componență 14 echipe de juniori după cum urmează:
- Juniori A
  - FC Viitorul Constanța
- Juniori B
  - FC Viitorul Constanța
- Juniori C
  - Academia Gheorghe Hagi
  - FC Viitorul Constanța
- Juniori D
  - Academia Gheorghe Hagi
  - FC Viitorul Constanța
- Juniori Cupa Hagi 2000
  - Academia Gheorghe Hagi
  - FC Viitorul Constanța
- Juniori E
  - Academia Gheorghe Hagi 2001
  - Academia Gheorghe Hagi 2002
  - FC Viitorul 2001
- Grupa 9 ani
  - Academia Gheorghe Hagi 2002
- Grupa 8 ani
  - Academia Gheorghe Hagi 2003
- Grupa 6-7 ani
  - Academia Gheorghe Hagi 2004/2005

Pentru echipa de seniori, vezi FCV Farul Constanța.

## Jucători pregătiți la Academie
- Mihai Bălașa
- Romario Benzar
- Alexandru Buzbuchi
- Alin Cârstocea
- Ianis Hagi
- Robert Hodorogea
- Gabriel Iancu
- Răzvan Marin
- Bogdan Mitache
- Boban Nikolov
- Ionuț Puțanu
- George Șerban
- Alexandru Târnovan
- Alin Toșca
- Bogdan Țîru
- Ionuț Vînă
- Florinel Coman
- Florin Tănase
- Dragoș Nedelcu